# Strösitz
Strösitz, auch Strozwitz, war ein Dorf unweit des heutigen Köthen (Anhalt). Das Dorf war ursprünglich eine slawische Siedlung, die im 8./9. Jahrhundert entstand. Sorbischen Ursprungs ist auch der Name, der Wachplatz oder Warte bedeutet (vgl. obersorbisch stróža).
Das Dorf lag nordwestlich von Köthen und der Ziethe. 1370 war das Dorf noch besetzt, 1481 wird es als wüst beschrieben.